# 근정문
근정문(勤政門)은 대한민국 서울특별시 종로구 경복궁 내에 위치한 궁문이다.
근정전의 남문으로 좌우로 행각이 둘러싸고 있다. 1395년에 건립되었으나 임진왜란 때 소실되었다.  1876년 흥선대원군의 경복궁 재건으로 다시 복원되었으며, 주요 국가의례를 거행한 곳이다.

## 상세
근정문은 앞면 3칸·옆면 2칸의 2층 건물로, 지붕은 앞면에서 볼 때 사다리꼴을 한 우진각지붕이다. 지붕 처마를 받치기 위해 장식하여 만든 공포는 기둥 위뿐만 아니라 기둥 사이에도 있다. 이를 다포 양식이라 하며 밖으로 뻗쳐 나온 부재들의 형태가 날카롭고 곡선을 크게 그리고 있어 조선 후기의 일반적인 수법을 나타내고 있다.
행각은 근정전의 둘레를 직사각형으로 둘러 감싸고 있는데, 양식과 구조는 간결하게 짜여 있으며 남행각이 연결되는 곳에 일화문(日華門)과 월화문(月華門)이 있고 북측으로는 사정문(思政門)이 있어서 사정전과 연결된다. 동·서쪽으로는 각각 밖으로 돌출한 융문루(隆文樓)·융무루(隆武樓)가 있다. 벽에 만든 창의 형태는 사각형의 모서리를 사선으로 처리한 것이 특이하다.
1985년 1월 8일 '경복궁 근정문 및 행각'(景福宮 勤政門 및 行閣)이란 이름 하에 대한민국의 보물 제812호로 지정되었다

## 같이 보기
- 경복궁
- 경복궁 흥례문 및 행각

## 참고 자료
- 근정문 - 국가유산청 국가유산포털